# Stade Louis-Achille
Le stade Louis-Achille est  un stade multifonction situé à Fort-de-France en Martinique. Stade consacré au football et à l'athlétisme, sa capacité est de 9 300 places.
Il était le principal stade de la ville et de la Martinique jusqu’à l’inauguration en 1988 du stade Georges-Gratiant puis en 1993 du stade Pierre-Aliker. Hébergeant le club de football de l'Excelsior de Fort de France, le stade accueille régulièrement les matchs de l’équipe de Martinique de football. Il porte le nom de Louis Achille qui était le premier professeur agrégé de la Martinique et ancien président de l’Union des sociétés martiniquaises sports athlétiques (USMSA).

## Historique
En 1923, le conseil municipal de Fort-de-France et les dirigeants de l’USMSA décident de construire un terrain de sport dans le quartier Bellevue. Sous l’impulsion du secrétaire général de la Martinique Félix Éboué, des travaux de construction sont engagés et en 1937, le stade de Bellevue est officiellement inauguré, c'est alors le plus grand stade de la Martinique. En 1947, le stade comprend, sur cinq hectares, un terrain de football de 110 x75m, un terrain de basket et une piste hippique. Le stade peut accueillir 6 000 personnes dont 900 en gradins.
En 1950, le stade de Bellevue est baptisé du nom de Louis Achille, le premier professeur agrégé de la Martinique en histoire et en anglais au début du XXe siècle. Il enseignait l’anglais au lycée Schœlcher de Fort-de-France et était également président de l’USMSA.
En 1971, l’équipe de Martinique de football reçoit le célèbre footballeur brésilien Pelé et son club le Santos FC au Stade Louis Achille. La Martinique s’incline 4 but à 1 devant un important public.
Le stade Louis-Achille a durant plusieurs années accueilli le Derby foyalais entre le Club Colonial de Fort-de-France et le Golden Star de Fort-de-France, les deux clubs de football les plus titrés de la Martinique. Le Derby entre ces deux clubs foyalais drainait des foules importantes au stade Louis-Achille et était entouré de beaucoup de ferveur et de passion.

### Le match Santos FC / Sélection de Martinique en 1971
Ce match entre le Santos FC de Pelé et les joueurs de la Sélection de Martinique a donc lieu le 23 janvier 1971, au stade Louis-Achille, à Fort-de-France. Score final du match 4 à 1 pour le Santos FC. Buts marqués notamment par Pelé et Abel pour le Santos FC et Marcel "Micky" Aurélia pour la Martinique. L'Équipe de la Martinique de football qui a affronté le Santos FC de Pelé en 1971 était composée des joueurs suivants : Max de Chavigny dans les buts; Camille Chevron; Michel Lassource; Jean Clément; Godefroy Girondin; Michel Mamès; Jacques Laposte, Roger Jean-Noël; Joseph Jean; Jean-Pierre Pilotin; Roger Lutbert; Claude Cayol, Christian André, Jean-Claude Boudard et Marcel Aurélia.
Lors d’une tournée en Amérique du Sud, Centrale et dans la Caraïbe (Bolivie, Colombie, Panama, Surinam, Salvador, Guadeloupe, Jamaïque, Haïti et Martinique), le Santos FC joue en Martinique à l’invitation de la Ligue Martiniquaise de football, pour relancer le football local alors en pleine crise. Pour pouvoir payer le cachet demandé par le club brésilien, le prix du billet pour entrer au stade et voir ce match de prestige est multiplié par 10, passant de 10 à 100 francs. (À l’époque, le Santos FC se déplace pour des matchs amicaux, moyennant un cachet entre 20 et 30 000 dollars par match. Dans les années 70, le Santos FC est le club qui demande, pour ces occasions spéciales, le plus gros montant du Brésil. C’est aussi l’un des cachets les plus élevés au monde.) L’annonce du prix du billet engendre de nombreuses manifestations dans l’île, notamment menées par les étudiants d’extrême-gauche du GAP (Groupe d’Action Prolétarienne) qui le revendiquent « Nous irons voir Pelé sans payer ». Entre les grèves, les campagnes de tracts, les graffitis et les manifestations à Fort-de-France, où les jeunes et la police s’échangent cocktails molotov et larymogènes, le mouvement prend tant d’ampleur que le gouvernement français décide alors en urgence de retransmettre le match en direct à la télévision via l’ORTF local (aujourd’hui appelé Martinique Première). C’est la toute première fois qu’un direct télévisuel est organisé dans l’outre-mer français.
En 2014, le documentaire « Nous irons voir Pelé sans payer », réalisé par Gilles Elie-Dit-Cosaque, revient sur ce match et sur ses conséquences sociales en Martinique,, au travers des interviews des anciens joueurs du Santos FC et de Martinique, mais aussi de journalistes, de spectateurs du match (interviewés sur la pelouse et dans les gradins du stade) et bien sûr des anciens militants qui ont mené la fronde.

### Structure et équipements
Le stade Louis-Achille est en réalité un complexe sportif qui comprend un terrain de foot principal pour les compétitions officielles, un terrain de foot annexe dénommé Yvon Lutbert pour les entraînements, une piste athlétisme, des terrains de handball, volley-ball et basket-ball, un gymnase et le Hall des sports Pellière Donatien.
En 2007, le Conseil général de la Martinique a entièrement rénové le stade Louis-Achille. Le coût des travaux était de 1 557 000 €.

## Sources
Christian Cabréra et Jacques Expert, La grande histoire du football martiniquais, Éditions Emile Désormeaux